# Гроган, Патрик
Патрик Гроган (англ. Patrick Grogan) — американский игрок в лакросс, серебряный призёр летних Олимпийских игр 1904.
На Играх 1904 в Сент-Луисе Гроган входил в состав сборной США. Его команда сначала выиграла у индейцев могавков, но затем проиграла канадской сборной и получила серебряные медали.